# Kuno Klebelsberg
Kuno Graf Klebelsberg von Thumburg (Magyarpécska, 13 novembre 1875 – Budapest, 11 ottobre 1932) è stato un politico e ministro della cultura ungherese (1922–1931).

## Biografia
Klebelsberg nacque a Magyarpécska (oggi Pecica, Romania), che all'epoca apparteneva al Regno d'Ungheria, da una famiglia nobile di ufficiali e dipendenti pubblici. Dopo aver frequentato il liceo cistercense di Székesfehérvár, Klebelsberg studiò giurisprudenza alle Università di Budapest, Monaco e Berlino e scienze politiche alla Sorbona di Parigi. Dopo aver conseguito il dottorato all'Università di Budapest, Klebelsberg è diventato assessore presso l'ufficio del primo ministro Dezső Bánffy. Sotto István Tisza fu segretario di Stato presso il Ministero della Cultura dal 1914 al 1917 e poi presso l'ufficio del Primo Ministro fino al 1918. In quel periodo fu selezionato per il 2° Circondario elettorale di Kolozsvár come membro della Camera dei rappresentanti del Parlamento ungherese, dove fu un forte sostenitore delle aspirazioni all'autonomia delle singole nazionalità in Ungheria.
Ai tempi della Repubblica Sovietica Ungherese, Klebelsberg riuscì a nascondersi nelle campagne dalle persecuzioni del Terrore Rosso e nel 1919, insieme a István Bethlen, fondò il Partito dell'Unità Nazionale Cristiana (in ungherese: Keresztény Nemzeti Egyesülés Pártja, abbreviato: KNEP). Nel 1921/22 fu Ministro degli Interni nel gabinetto di Bethlen a seguito le dimissioni di Gedeon Ráday e, in seguito, Ministro della Cultura fino al 1931. Durante il suo mandato, Klebelsberg modernizzò l'istruzione, ampliò la rete di scuole medie e fondò scuole primarie nelle zone rurali e le università di Szeged e Pécs.
Klebelsberg morì a Budapest nel 1932 e fu sepolto nella cattedrale di Szeged.

## Galleria d'immagini

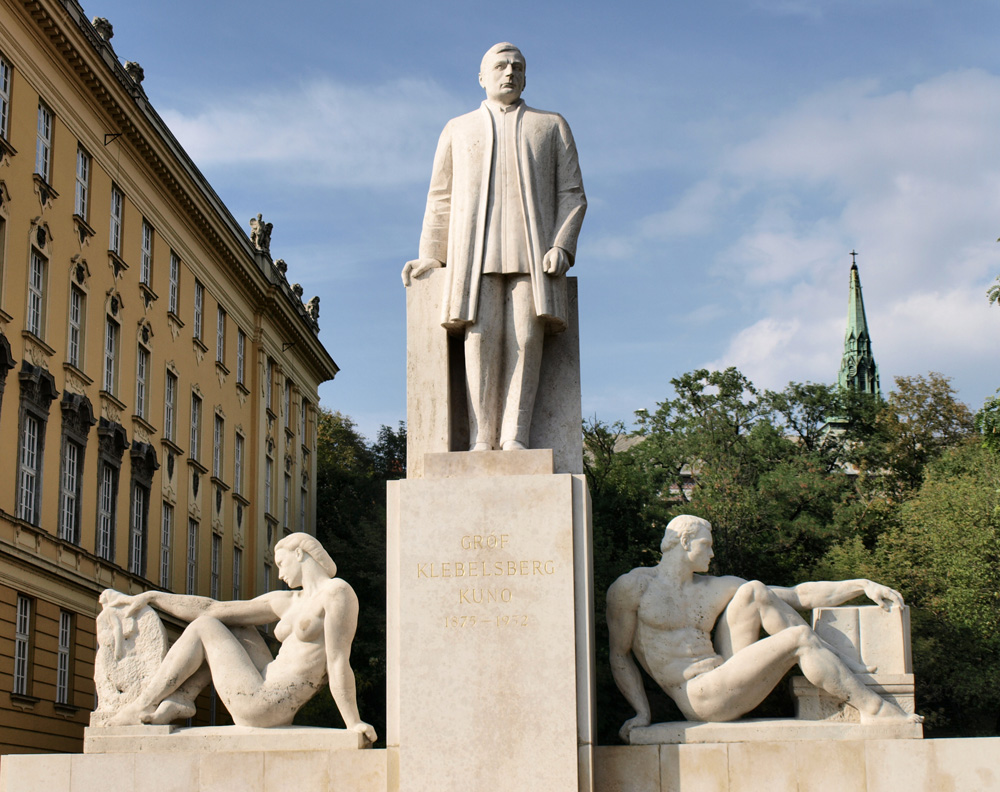
Suo Monumento a Budapest
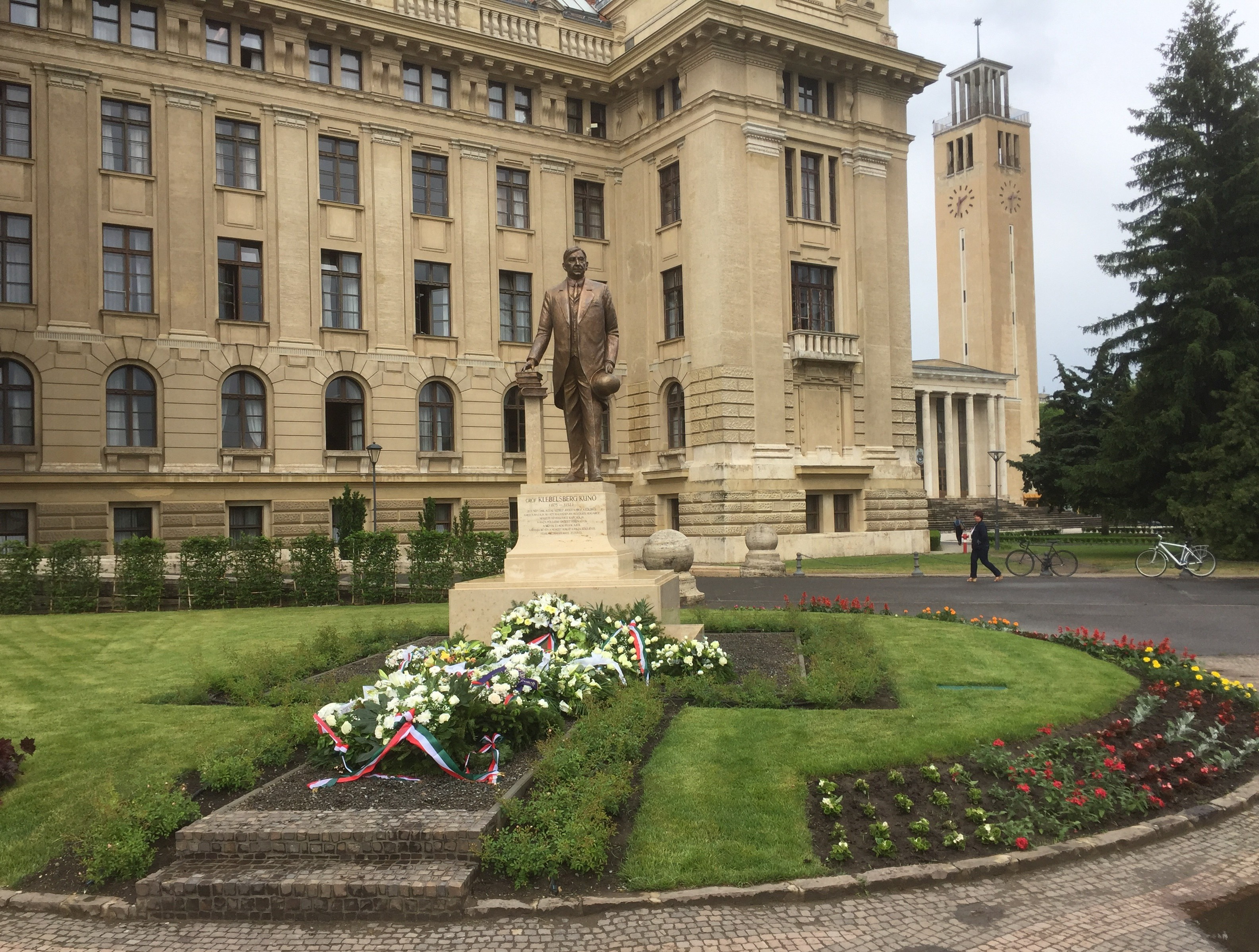
Sua statua alla facciata dell'Università di Debrecen
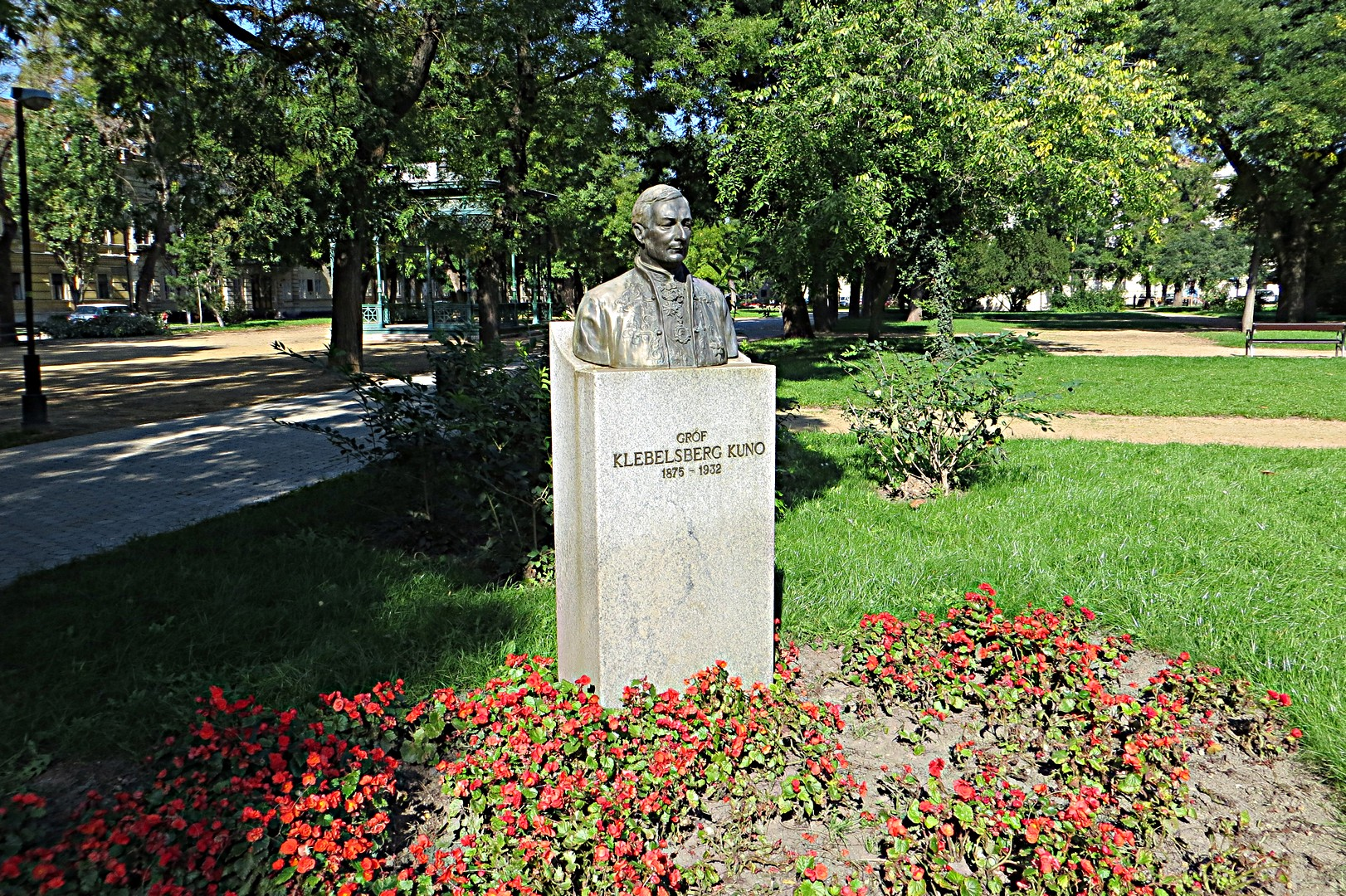
Sua scultura a Székesfehérvár